# Cheng Shifa
Cheng Shifa (程十髮, 1921-2007) est un artiste chinois, surtout connu comme peintre, calligraphe et auteur de bande dessinée.